# Cyrtonastes
Cyrtonastes is een geslacht van kevers uit de familie bladkevers (Chrysomelidae).
De wetenschappelijke naam van het geslacht werd in 1874 gepubliceerd door Léon Marc Herminie Fairmaire.

## Soorten
- Cyrtonastes grandis Lopatin in Lopatin & Konstantinov, 1994
- Cyrtonastes lacedaemonis Berti & Daccordi, 1974
- Cyrtonastes peloponnesiacus Berti & Daccordi, 1974
- Cyrtonastes ruffoi Berti & Daccordi, 1974
- Cyrtonastes seriatoporus Fairmaire, 1880
- Cyrtonastes weisei Reitter, 1884
- Cyrtonastes zazynthi Berti & Daccordi, 1974